# Il richiamo della foresta (serie televisiva)
Il richiamo della foresta (Call of the Wild) è una serie televisiva statunitense andata in onda nel 2000 sul canale Animal Planet. In Italia è stata trasmessa su Rai 3. La serie conta un'unica stagione e 13 episodi; è un adattamento del romanzo di Jack London, di cui condivide l'ambientazione (Il Klondike durante la "corsa all'oro") e alcuni personaggi, introducendone però di nuovi.

## Trama
La serie segue le vicende di Buck, un cane da slitta e del giovane Miles, figlio adottivo di John Thornton, che era padrone di Buck nel libro. Il ragazzo ed il cane affrontano vari pericoli causati da delinquenti o dall'ambiente selvaggio che circonda la cittadina di Forty Mile, dove vivono.

## Personaggi
- Buck è il cane protagonista della serie. Pur essendo nel romanzo un incrocio tra un San Bernardo e un collie, nella serie è un Alaskan Malamute.

- John Thornton, interpretato da Nick Mancuso, è un'ex guida che gestisce un emporio a Forty Mile. Nella serie è sposato ed ha un figlio adottivo, Miles. Rispettato da tutti e temuto dai delinquenti, ha problemi con Miles, che fatica ad accettarlo come padre. Nel libro è un cercatore d'oro, l'ultimo e il migliore tra i padroni di Buck.

- Adoley Thornton, interpretata da Rachel Hayward, è la moglie di John, appassionata di fotografia. Ha vari scontri col padre, arrivato da San Francisco, che tenta di riportare indietro lei e suo nipote.

- Miles Challanger, interpretato da Shane Meier, è il figlio di Adoley, accompagnato nelle sue avventure dal cane Buck, regalatogli da un corriere postale. Pur avendo poca sintonia con John, Miles desidera diventare una guida come era lui.

- Mercedes Levant, interpretata da Katleen Duborg, è una donna che si stabilisce a Forty Mile dopo la morte del fratello Hal. In seguito, diviene proprietaria del saloon. Appassionata di teatro, è viziata pur essendo un personaggio positivo, a differenza che nel romanzo.

- Emma Berry, interpretata da Cristallo Bublè, amica/fidanzata di Miles.

- Swede, un corriere postale che compra Buck all'inizio della serie, cedendolo poi a Miles. Sviluppa una relazione con Mercedes.

## Episodi
| Stagione       | Episodi | Prima TV originale | Prima TV Italia |
| -------------- | ------- | ------------------ | --------------- |
| Prima stagione | 13      | 2000               | 2010            |

## Produzione
La serie fu prodotta da Call of the Wild production e Cinevu Films e girata a Vancouver e Maple Ridge, in Canada. Negli Stati Uniti la serie fu trasmessa dal 31 marzo al 26 giugno 2000.

### Registi
Tra i registi sono accreditati:
- James Head in 4 episodi
- Zale Dalen in 2 episodi
- Breton Spencer in 2 episodi

### Sceneggiatori
Tra gli sceneggiatori sono accreditati:
- David Fallon, in 13 episodi
- Michael Sloan, in 6 episodi